# 西比尔·鲍尔
西比尔·鲍尔（英語：Sybil Bauer，1903年9月18日—1927年1月31日），美国女子游泳运动员，主攻仰泳。她曾代表美国参加1924年夏季奥林匹克运动会游泳比赛，获得女子100米仰泳金牌。